# Eufemio Cabral
Eufemio Raúl Fernández Cabral (Asunción, 1955. március 21. – ) paraguayi válogatott labdarúgó. 

## Pályafutása

### Klubcsapatban
Pályafutásának nagy részét Spanyolországban töltötte. 1976 és 1977 között a Burgosban játszott. 1977-től 1979-ig a Valencia labdarúgója volt, melynek tagjaként 1979-ben megnyerte a spanyol labdarúgókupát. 1979 és 1980 között a Racing Santander, 1980 és 1981 között az Almería játékosa volt. 1981-től 1984-ig a Hércules csapatát erősítette. 1984 és 1985 között a Lorca Deportiva csapatában játszott. 1986-ban a Club Guaraní volt az első paraguayi együttese, de hamarosan Portugáliába igazolt a Rio Ave csapatához, ahol egy évet töltött és visszavonult.

### A válogatottban
1985 és 1986 között 11 alkalommal szerepelt a paraguayi válogatottban. Részt vett az 1986-os világbajnokságon, de nem kapott lehetőséget egyetlen mérkőzésen sem.

## Sikerei, díjai
Valencia
- Spanyol kupagyőztes (1): 1978–79